# A Vida Invisível
A Vida Invisível és una pel·lícula dramàtica coproduïda per Alemanya i Brasil el 2019 dirigida per Karim Aïnouz amb un argument basat en la novel·la A Vida Invisível de Eurídice Gusmão de Martha Batalha.
Es va projectar a la secció Un Certain Regard del 72è Festival Internacional de Cinema de Canes, on va obtenir el màxim premi. Va ser seleccionada com a entrada brasilera a l'Oscar a la millor pel·lícula de parla no anglesa als Premis Oscar de 2019, però no va ser nominada.

## Sinopsi
Rio de Janeiro, 1950. Eurídice, de 18 anys, i Guida, de 20, són dues germanes inseparables que viuen amb els seus pares en una família conservadora. Ambdues tenen un somni: Eurídice esdevenir pianista professional i Guida viure una gran història d’amor. Però acaben sent separades pel seu pare i obligades a viure lluny l'una de l'altra. Soles, lluitaran per prendre el control del seu destí, sense renunciar mai a retrobar-se.

## Repartiment
- Carol Duarte - Eurídice Gusmão
- Julia Stockler - Guida Gusmão
- Gregorio Duvivier - Antenor
- Bárbara Santos - Filomena
- Flávia Gusmão - Ana Gusmão
- Maria Manoella - Zélia
- Antônio Fonseca - Manuel Gusmão
- Cristina Pereira - Cecília
- Gillray Coutinho - Afonso
- Fernanda Montenegro - Eurídice Gusmão en l'actualitat

## Estrena
La pel·lícula es va estrenar al 72è Festival Internacional de Cinema de Canes el 20 de maig de 2019. Va ser estrenada al Brasil per primera vegada a la regió del nord-est el 19 de setembre de 2019 i el 31 d’octubre de 2019 a la resta del país, per Sony Pictures i Vitrine Filmes. El 20 d'agost de 2019, Amazon Studios va adquirir els drets nord-americans de la pel·lícula.

## Recepció
Al lloc web agregador de ressenyes Rotten Tomatoes, la pel·lícula té una puntuació d’aprovació del 93% basada en 74 ressenyes, amb una puntuació mitjana de 7,53/10.
Guy Lodge, de Variety, va elogiar el "singular estil director saturat" de Karim Aïnouz i va dir que la pel·lícula era "un somni despert, saturat de so, música i color que coincideix amb la seva profunditat de sentiment". Escrivint per The Hollywood Reporter, David Rooney va elogiar la pel·lícula, comentant: "Tot i les seves moltes representacions de cruel insensibilitat, injustícia diària i decepció crònica, La vida invisible d'Eurídice Gusmão és un drama inquietant que celebra tranquil·lament la resiliència de les dones, fins i tot mentre suporten existències derrotades."

## Premis
Festival Internacional de Cinema de Belgrad 2020
- Premi com a "Millor pel·lícula" amb el vencedor de Belgrad (Karim Aïnouz)[12]

Filmfest München 2019
- Premi com a  Millor coproductor  (Viola Fügen i Michael Weber))[13]

Independent Spirit Awards 2020
- Nominació a Millor pel·lícula internacional (Karim Aïnouz)[14]

Festival Internacional de Cinema de Canes 2019
- Guardonat amb el premi principal a la secció "Un Certain Regard" (Karim Ainouz)

National Board of Review 2019
- Inclusió a les cinc millors millors pel·lícules en llengua estrangera[15]

Festival Internacional de Cinema de Palm Springs 2020
- Nomenament com a "Millor pel·lícula en llengua estrangera" al Premi FIPRESCI (Karim Aïnouz)[16]

Setmana Internacional de Cinema de Valladolid 2019
- Premi a les "Millors actrius" (Julia Stockler i Carol Duarte)
- Premi a la "Millor pel·lícula" - Premi FIPRESCI (Karim Aïnouz)
- Premi Espiga de Plata a la "Millor pel·lícula" (Karim Aïnouz)
- Guardonat amb el premi Sociograph (Karim Aïnouz)
- Nominació a l'Espiga d'Or a la "Millor pel·lícula" (Karim Aïnouz)